# Bory (Tschechien)
Bory (deutsch Borry) ist eine Gemeinde in Tschechien. Sie liegt acht Kilometer nördlich von Velké Meziříčí und gehört zum Okres Žďár nad Sázavou.

## Geographie
Bory befindet sich in der zur Böhmisch-Mährischen Höhe gehörigen Křižanovská vrchovina (Krischanauer Bergland) am Bach Babačka (Wasserbach). Nördlich erstreckt sich das Waldgebiet des Borský les (Borrer Wald). Im Nordwesten erhebt sich der Bukovec (579 m) und im Südwesten der Holý vrch (Naniwaberg; 662 m). Südlich liegt die Oslavatalsperre Mostiště.
Nachbarorte sind Laštovičky und Rousměrov im Norden, Těšíkův Mlýn und Sklené nad Oslavou im Nordosten, Radenice im Osten, Cyrilov im Südosten, Vídeň im Süden, Olší nad Oslavou im Südwesten, Netín und Záseka im Westen sowie Krásněves und Kněževes im Nordwesten.

## Geschichte
Die Gemeinde Bory entstand am 1. September 1972 durch den Zusammenschluss der zwei Dörfer Horní Bory und Dolní Bory.
Dolní Bory ist der älteste Teil der Gemeinde und wurde 1336 unter dem Namen Brana Boemicalis (Böhmisch Brana) erstmals urkundlich erwähnt. Das Dorf war in der zweiten Hälfte des 14. Jahrhunderts zwischen den Herrschaften Mostiště und Radostín geteilt. 1366 kaufte Jan von Meziříčí den Radostíner Anteil und schloss ihn an seine Herrschaft Meziříčí an. Besitzer des anderen Teils war im Jahre 1370 Bohuň von Mostiště. 1390 wurde auch dieser Teil von der Herrschaft Meziříčí aufgekauft. Im Jahre 1538 wurde erstmals der Name Dolní Bory verwendet.
Das östlich davon gelegene Horní Bory ist seit 1348 unter dem Namen Theutonicalis Kyenheyt (Deutsch Kienheid) nachweisbar. Der Ortsname bezieht sich dabei auf den ursprünglich das Dorf umgebenden Kiefernwald (Kien dialektal = Kiefer). Der Ortsnamenszusatz Deutsch (lateinisch: Theutonicalis) weist auf die ursprünglich Nationalität der Bewohner hin. Das Dorf gehörte ursprünglich zur Herrschaft Mostiště. Später wurde das Dorf zwischen der Herrschaft Krisans und dem Zisterzienserkloster Saar, das den größeren Anteil hielt, aufgeteilt. Im Laufe seiner Geschichte wurde der Ort auch als Kynhayd und Horní Německý Bor bezeichnet. 1678 erwarb Eleonore von Oppersdorff mit der Herrschaft Gutwasser auch den früher klösterlichen Anteil. Seit dieser Zeit gehörte Horní Bory vollständig zur Herrschaft Křižanov. 1784 wurde der herrschaftliche Hof Horní Bory parzelliert und die Familiantensiedlung Cyrillhof angelegt.
Nach der Aufhebung der Patrimonialherrschaften entstanden 1850 die politischen Gemeinden Dolní Bory und Horní Bory (mit Cyrilov, Laštovičky, Radenice und Rousměrov), die beide dem Bezirk Velké Meziříčí angehörten. Horní Bory einschließlich seiner Ortsteile hatte 1058 Einwohner und in Dolní Bory waren es 373. 1887 bildeten Radenice sowie Rousměrov mit Laštovičky eigene Gemeinden.
Mit Beginn des Jahres 1961 wurde der Okres Velké Meziříčí aufgelöst und die Gemeinden dem Okres Žďár nad Sázavou zugeordnet. 1972 erfolgte die Vereinigung beider Gemeinden unter dem Namen Bory.
Bei Horní Bory befindet sich ein größerer Steinbruch, westlich von Dolní Bory wurde früher Feldspat abgebaut. Bory ist auch als mineralogische Fundstätte, u. a. von Turmalin und Löllingit bekannt. Die Gemeinde beabsichtigt die Errichtung eines Dorf- und Mineralienmuseums.

## Ortsgliederung
Die Gemeinde Bory besteht aus den Ortsteilen Cyrilov (Cyrillhof), Dolní Bory (Unter Borry) und Horní Bory (Ober Borry).
Das Gemeindegebiet gliedert sich in die Katastralbezirke Dolní Bory und Horní Bory.

## Sehenswürdigkeiten
- Kirche St. Ägidius in Dolní Bory, der in der 2. Hälfte des 13. Jahrhunderts entstandene spätromanische Bau wurde zum Ende des 18. Jahrhunderts barock umgestaltet
- Kirche St. Martin in Horní Bory, ursprünglich gotischer Bau aus der Zeit von 1250 bis 1280
- Kapelle des hl. Cyrill und Method in Cyrilov
- Naturdenkmal Mrázkova louka, die Moorwiese liegt nördlich von Horní Bory an der Straße nach Rousměrov im Borský les
- Naturdenkmal Rasůveň mit Resten eines Buchenurwaldes, am Berg Bukovec
- Sühnestein in Horní Bory